# Pierre-Yves Ngawa
Pierre-Yves Ngawa (Luik, 9 februari 1992) is een Congolees-Belgische voetballer. Hij is een polyvalente verdediger die bij voorkeur als rechtsachter speelt. Sinds 2019 staat Ngawa onder contract bij Oud-Heverlee Leuven.

## Clubcarrière

### Jeugd
Pierre-Yves Ngawa werd in 1992 geboren in Luik. In 1999 sloot hij zich aan bij de jeugd van Cercle Sportif de Saint-Gilles, een bescheiden club uit de gemeente Saint-Nicolas. Een jaar later verhuisde hij naar het naburige RRFC Montegnée. In 2001 maakte de 9-jarige Ngawa de overstap naar de jeugdacademie van topclub Standard Luik. De Congolese Belg voetbalde tien jaar voor de jeugd van Standard en schopte het in die periode ook tot de nationale jeugdelftallen. Aan het begin van het seizoen 2011/12 promoveerde de verdediger naar de A-kern.

### Standard Luik
In de zomer van 2011 werd Ngawa door coach José Riga voor het eerst opgenomen in de A-kern van Standard. De jonge vleugelverdediger verlengde zijn contract tot 2015 en werd vervolgens uitgeleend aan Sint-Truiden, de ex-club van Standard-voorzitter Roland Duchâtelet.

### Sint-Truiden
Op 20 augustus maakte hij onder coach Guido Brepoels zijn debuut op het hoogste niveau. Hij mocht toen in de basis starten in de competitiewedstrijd tegen KSC Lokeren. Ook na het ontslag van Brepoels en de komst van trainer Franky Van der Elst in september 2011 bleef Ngawa regelmatig speelkansen krijgen. Op 20 januari 2012 scoorde hij in de derby tegen KRC Genk zijn eerste doelpunt voor Sint-Truiden.
Hoewel Standard de optie had om hem tijdens de winterstop van het seizoen 2011/12 terug naar Luik te halen, liet de club hem tot het einde van het seizoen in Sint-Truiden spelen. Na afloop van het seizoen werd de uitleenbeurt met een jaar verlengd. Vanaf dan werd Ngawa bij Sint-Truiden, dat inmiddels naar Tweede Klasse was gedegradeerd en opnieuw Brepoels als hoofdcoach in dienst had genomen, een titularis. Ngawa en zijn ploegmaats werden uiteindelijk vierde in de competitie en grepen zo net naast een plaats in de eindronde.

### Újpest FC
In de zomer van 2013 keerde Ngawa terug naar Standard. Trainer Guy Luzon, die ervoor koos om regelmatig te roteren, gunde de jonge verdediger op 8 augustus 2013 zijn officieel debuut voor de Rouches. Hij mocht toen in de derde voorronde van de UEFA Europa League in de basis starten tegen het Griekse Xanthi. Standard won het duel met 2-1 en kwalificeerde zich zo voor de volgende ronde.
Ondanks het geslaagd debuut bleek er ook in het seizoen 2013/14 geen plaats voor Ngawa in de A-kern. Door de aanwezigheid van vleugelverdedigers als Daniel Opare, Jelle Van Damme en Ronnie Stam besloot de club om hem nog een jaar te verhuren. In de zomer van 2013 verhuisde de inmiddels 21-jarige rechtsachter naar het Hongaarse Újpest FC van voorzitter Roderick Duchâtelet, de zoon van Standard-voorzitter Roland Duchâtelet.
In het elftal van de Servische trainer Zoran Spisljak startte Ngawa 19 keer in de basis. In mei 2014 veroverde hij met Újpest de beker. Ngawa speelde de volledige bekerfinale tegen Diósgyőri VTK, dat pas na strafschoppen het onderspit dolf.

### Lierse
Begin juli 2014 tekende Ngawa een contract voor twee seizoenen bij eersteklasser Lierse SK. Bij de Pallieters moest hij de concurrentie aangaan met de Malinese rechtsachter Hamari Traoré. Zowel trainer Stanley Menzo als diens opvolger Slaviša Stojanovič gaf voor de positie van rechtsachter de voorkeur aan Traoré, waardoor Ngawa naar de linkerflank werd verschoven. Daar moest hij de concurrentie aangaan met Karim Hafez en Joan Capdevila. Op 28 september 2014 speelde Lierse gelijk (2-2) op het veld van Standard. Ngawa scoorde na iets meer dan een uur spelen het eerste doelpunt voor Lierse.
Lierse werd uiteindelijk laatste in de competitie en moest het daardoor in play-off III opnemen tegen Cercle Brugge. Ondanks een achterstand van drie punten wisten de Pallieters de play-offs te winnen. Daardoor belandde de club in de eindronde van Tweede Klasse. Lierse werd in die eindronde uitgeschakeld door Oud-Heverlee Leuven.

### Oud-Heverlee Leuven
Na de degradatie van Lierse besloot Ngawa over te stappen naar promovendus Oud-Heverlee Leuven. De vleugelverdediger tekende in juni 2015 een contract voor twee seizoenen bij de Leuvense club.

## Clubstatistieken
| Seizoen | Club            | Land               | Competitie         | Competitie | Competitie | Beker | Beker | Internationaal | Internationaal | Totaal | Totaal |
| Seizoen | Club            | Land               | Competitie         | Wed.       | Dlp.       | Wed.  | Dlp.  | Wed.           | Dlp.           | Wed.   | Dlp.   |
| ------- | --------------- | ------------------ | ------------------ | ---------- | ---------- | ----- | ----- | -------------- | -------------- | ------ | ------ |
| 2011/12 | Standard Luik   | Vlag van België    | Jupiler Pro League | 0          | 0          | 0     | 0     | 0              | 0              | 0      | 0      |
| 2011/12 | → STVV          | Vlag van België    | Jupiler Pro League | 18         | 1          | 1     | 0     | —              | —              | 19     | 1      |
| 2012/13 | → STVV          | Vlag van België    | Belgacom League    | 31         | 1          | 3     | 0     | —              | —              | 34     | 1      |
| 2013/14 | Standard Luik   | Vlag van België    | Jupiler Pro League | 0          | 0          | 0     | 0     | 1              | 0              | 1      | 0      |
| 2013/14 | → Újpest FC     | Vlag van Hongarije | Nemzeti Bajnokság  | 20         | 0          | 8     | 0     | —              | —              | 28     | 0      |
| 2014/15 | Lierse SK       | Vlag van België    | Jupiler Pro League | 23         | 2          | 1     | 0     | —              | —              | 24     | 2      |
| 2015/16 | OH Leuven       | Vlag van België    | Jupiler Pro League | 25         | 1          | 2     | 0     | —              | —              | 27     | 0      |
| 2016/17 | OH Leuven       | Vlag van België    | Proximus League    | 27         | 0          | 2     | 0     | —              | —              | 29     | 0      |
| 2017/18 | US Avellino     | Vlag van Italië    | Serie B            | 34         | 0          | 1     | 0     | —              | —              | 35     | 0      |
| 2018/19 | Perugia Calcio  | Vlag van Italië    | Serie B            | 14         | 0          | 0     | 0     | —              | —              | 14     | 0      |
| 2018/19 | → Calcio Foggia | Vlag van Italië    | Serie B            | 5          | 0          | 0     | 0     | —              | —              | 5      | 0      |
| 2019/20 | OH Leuven       | Vlag van België    | Proximus League    | 19         | 0          | 1     | 0     | —              | —              | 20     | 0      |
| 2020/21 | OH Leuven       | Vlag van België    | Jupiler Pro League | 27         | 1          | 0     | 0     | —              | —              | 27     | 1      |
| 2021/22 | OH Leuven       | Vlag van België    | Jupiler Pro League | 20         | 0          | 1     | 0     | —              | —              | 21     | 0      |
| 2022/23 | OH Leuven       | Vlag van België    | Jupiler Pro League | 4          | 0          | 1     | 0     | —              | —              | 5      | 0      |
| 2023/24 | OH Leuven       | Vlag van België    | Jupiler Pro League | 0          | 0          | 0     | 0     | —              | —              | 0      | 0      |
| Totaal  | Totaal          | Totaal             | Totaal             | 267        | 6          | 21    | 0     | 1              | 0              | 289    | 6      |

## Erelijst
| Beker van Hongarije | 1x | 2013/14 |

1 Leysen ·
3 Shlomo ·
5 Ngawa ·
6 Dom ·
7 Thorsteinsson ·
8 Schrijvers ·
9 Brunes ·
10 Holzhauser ·
11 Banzuzi ·
13 Kiyine ·
14 Ricca ·
15 N'Dri ·
16 Prévot ·
17 Mueanta ·
18 Miguel ·
20 Mendyl ·
21 Opoku ·
22 Calut ·
23 Schingtienne ·
28 Pletinckx ·
33 Maertens  ·
37 Taildeman ·
38 Ravet ·
43 Nsingi ·
52 Sagrado ·
77 Vlietinck ·
88 Maziz ·
Coach: García